# Fallaba
Fallaba (łac. Diocesis Fallabensis) – stolica historycznej diecezji we Cesarstwie rzymskim w prowincji Mauretania Cezarensis, zlikwidowana w VII w. podczas ekspansji islamskiej, współcześnie w północnej Algierii. Obecnie katolickie biskupstwo tytularne.

## Biskupi tytularni
| Lp. | Biskup                      | Funkcja                              | Od                | Do               |
| --- | --------------------------- | ------------------------------------ | ----------------- | ---------------- |
| 1   | Francesco Morano            | –                                    | 5 kwietnia 1962   | 19 kwietnia 1962 |
| 2   | Vincent Billington          | emerytowany biskup Kampala (Uganda)  | 3 maja 1965       | 7 grudnia 1970   |
| 3   | Alexius Obabu Makozi        | biskup pomocniczy Lokoja (Nigeria)   | 20 lutego 1971    | 30 lipca 1972    |
| 4   | Rudolph Akanlu              | biskup koadiutor Navrongo (Ghana)    | 16 listopada 1972 | 13 kwietnia 1973 |
| 5   | Terry Steib                 | biskup pomocniczy St. Louis (USA)    | 6 grudnia 1983    | 24 marca 1993    |
| 6   | Lorenzo Ceresoli            | wikariusz apostolski Awasy (Etiopia) | 20 grudnia 1993   | 6 września 2024  |
| 7   | José Maria Garcia Maldonado | biskup pomocniczy Chicago (USA)      | 20 grudnia 2024   |                  |